# Viegasia
Viegasia — рід грибів родини Asterinaceae. Назва вперше опублікована 1951 року.

## Класифікація
До роду Viegasia відносять 5 видів:
- Viegasia cissampeli
- Viegasia costaricensis
- Viegasia faureae
- Viegasia leucospermi
- Viegasia radiata